# نیتریل فلوئورید
نیتریل فلوئورید (به انگلیسی: Nitryl fluoride) با فرمول شیمیایی NO2F یک ترکیب شیمیایی است. که جرم مولی آن ۶۵٫۰۰۳۹ g/mol می‌باشد. 